# Hypochilus pococki
Espèce
Hypochilus pococki est une espèce d'araignées aranéomorphes de la famille des Hypochilidae.

## Distribution
Cette espèce est endémique du Sud des Appalaches aux États-Unis,. Elle se rencontre dans le Nord de la Géorgie, dans l'Est du Tennessee, dans l'Ouest de la Caroline du Sud, dans l'Ouest de la Caroline du Nord et dans l'Ouest de la Virginie.

## Description

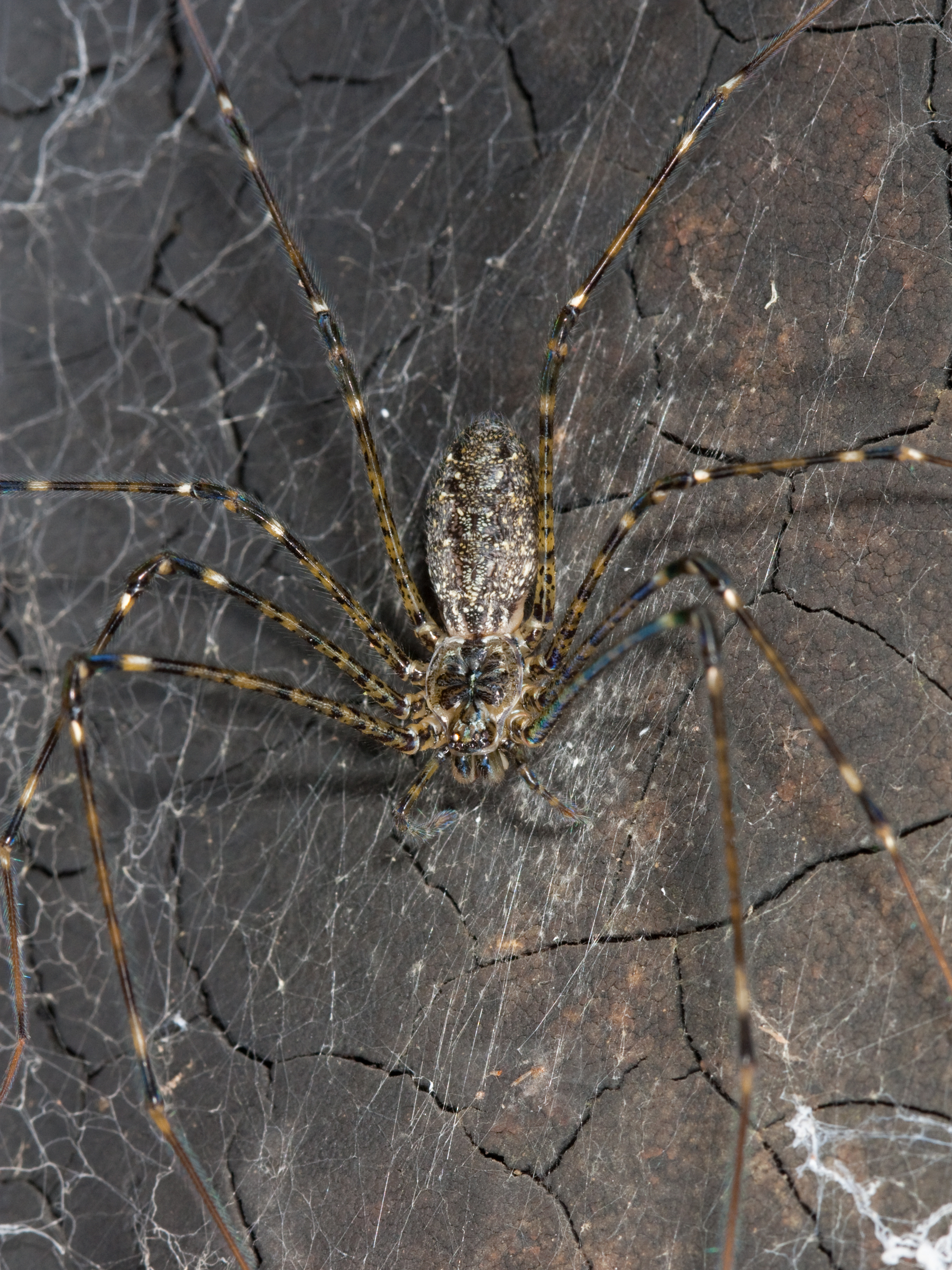
Hypochilus pococki

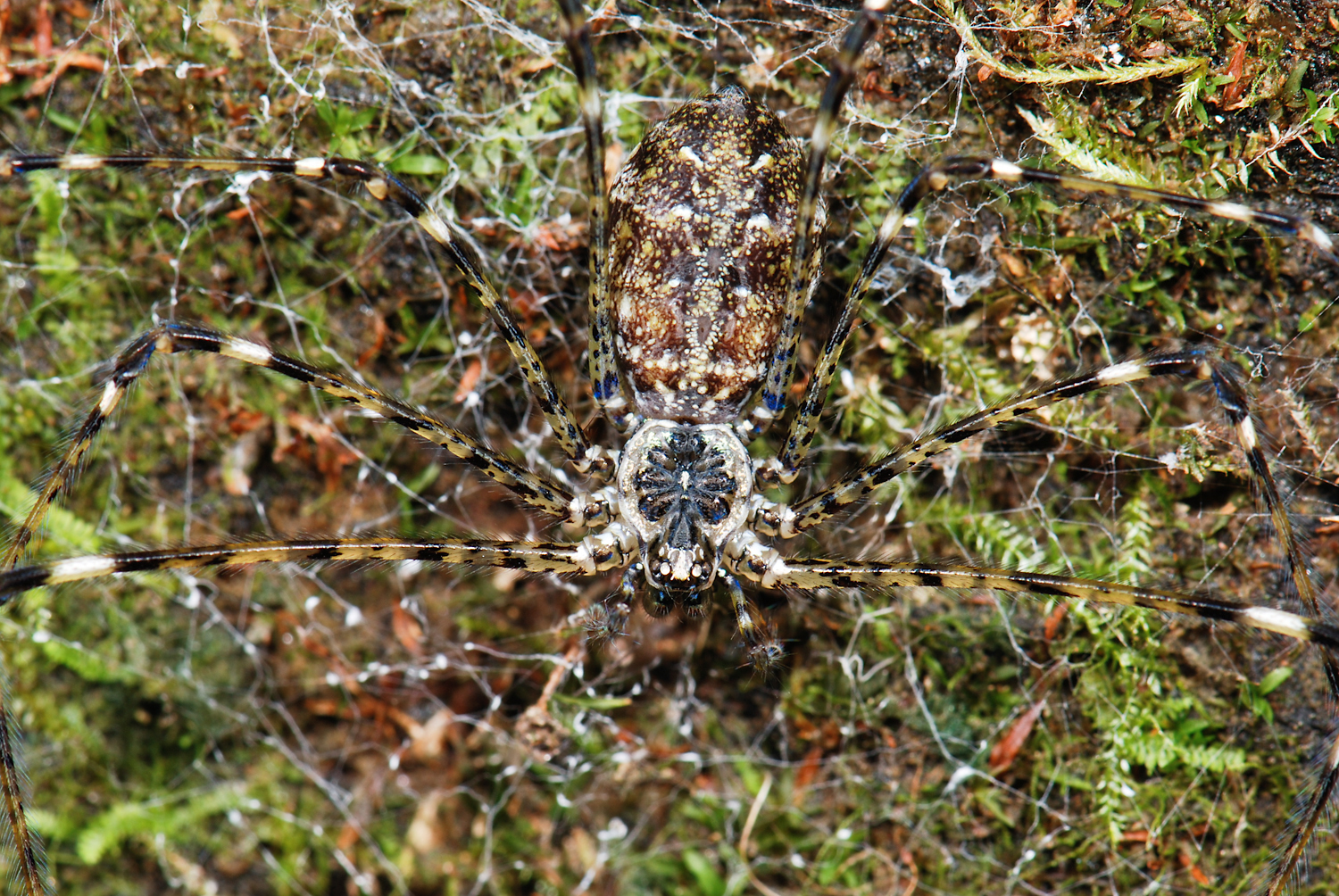
Hypochilus pococki ♀

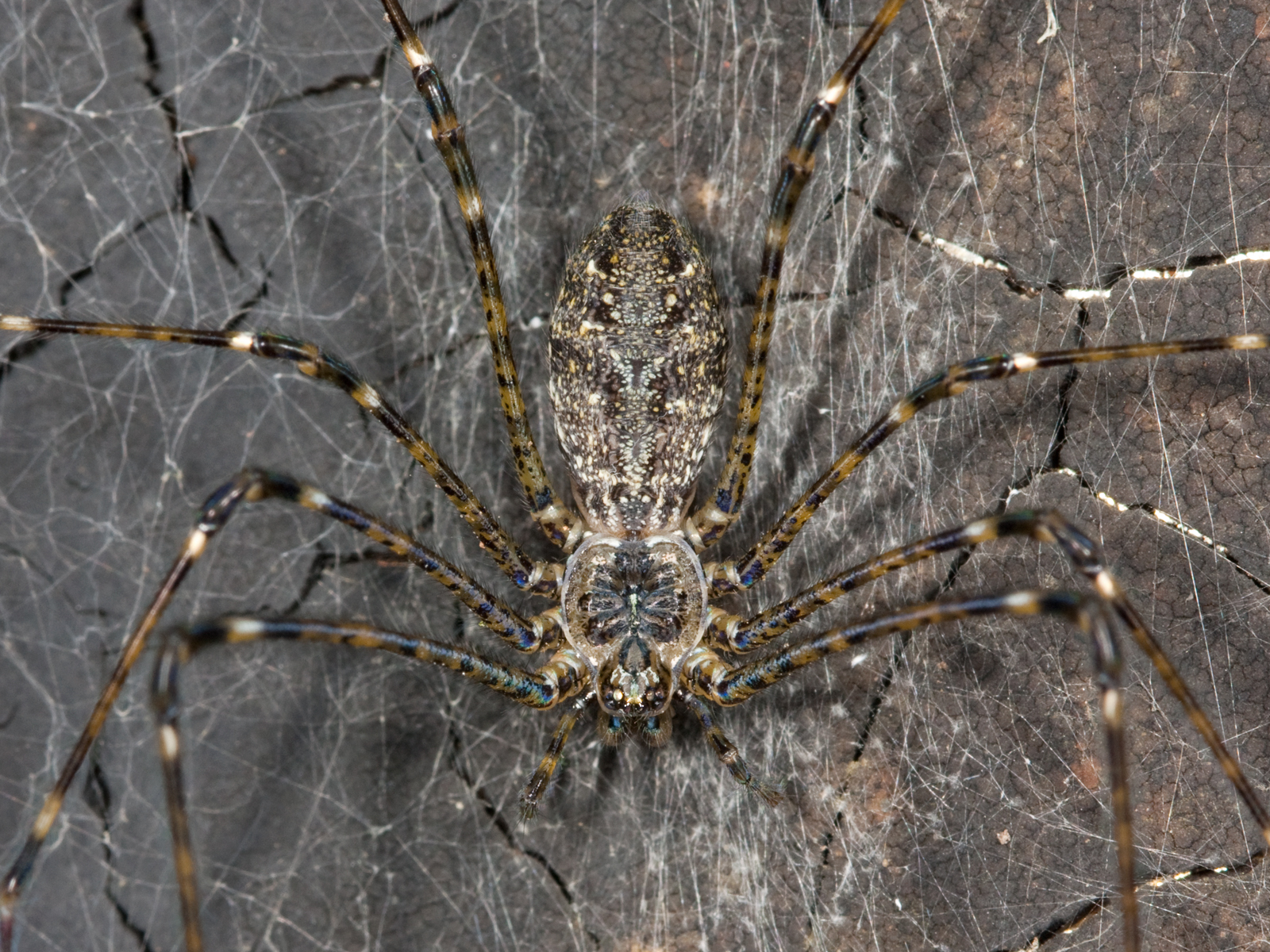
Hypochilus pococki

Le mâle holotype mesure 10,08 mm et la femelle paratype 12,79 mm.

## Étymologie
Cette espèce est nommée en l'honneur de Reginald Innes Pocock.

## Publication originale
- Forster, Platnick & Gray, 1987 : A review of the spider superfamilies Hypochiloidea and Austrochiloidea (Araneae, Araneomorphae). Bulletin of the American Museum of Natural History, no 185, part 1, p. 1-116 (texte intégral).